# Jacques-Jean Gély
Jacques-Jean Gély, né le 4 février 1849 à Riols et mort le 29 mai 1929 à Mende, est un ecclésiastique français, évêque de Mende de 1906 à 1929.

## Biographie
Jacques-Jean Gély est né en Aveyron en 1849. Il est ordonné prêtre le 7 juin 1873. Il devient chapelain à Saint-Louis-des-Français à Rome le 5 octobre 1875. Il occupe ensuite des postes de missionnaire diocésain et de vicaire général, puis, lorsque Henri-Louis Bouquet est transféré de Mende à Chartres, il est nommé évêque de Mende. Il est consacré par le pape Pie X à Saint-Pierre de Rome le 25 février 1906. 
Il meurt le 29 mai 1929, et est inhumé comme plusieurs de ses prédécesseurs dans le caveau des évêques de la cathédrale de Mende. Il avait d'ailleurs fait restaurer la flèche du grand clocher de la cathédrale.

## Armes
Parti : au 1 d'or chargé d'un Sacré-Cœur de gueules à la croix issante de même; au 2 d'azur chargé d'un calice d'or surmonté d'une hostie d'argent.